# 江漢 (演員)
江漢（1939年9月10日—2017年12月7日），原名姜永明，男，香港演員及導演，童星出身，曾為麗的電視和亞洲電視及無綫電視旗下藝人，拍攝過逾200部影視作品。父親是满族性格演員姜明。曾與古天樂共同出演電視劇《烈火雄心》，古天樂甚至還尊稱他為「江漢叔」。

## 簡歷
江漢在遼寧遼陽出生，父親是長城製片公司性格演員姜明，母親是長城、鳳凰公司的當家話劇小生童毅，其配偶為長城製片公司演員王小燕，育有一子一女，兒子姜向暉是前香港職業足球員，曾效力快譯通球隊。他於香港成長，童星出身，10歲時開始拍國語片，演出包括《王氏四俠》和《血海仇》及《彩虹曲》等。之後在長城、鳳凰電影公司演出電影，是公司的當家小生。江漢從影50多年，演出作品逾200部。
1979年後，江漢加入麗的電視演出《怒劍鳴》，隨後演出《人在江湖》等電視劇，麗的電視易名亞洲電視後，演出《武則天》、《八仙過海》、《萍蹤俠影錄》、《大鬧粉粧樓》、《劍神》等劇。1991年，他則轉投無綫電視。20年來參演劇集無數，包括《烈火雄心》、《溏心風暴》，主要演父親和成功人士角色。1992年，江漢被香港廉政公署邀請，並在廉政行動的第三集危樓驚夢飾演曹公林，除1994年外，均有參與其後5輯廉政行動（1996、1998、2001、2004、2007）的演出。他喜歡喝酒，晚年因患上管脈炎而不時進出醫院，並且行動不便，最終在養和醫院離世，享壽78歲。
1969年，江漢與鳳凰影業公司女演員王小燕結婚，育有1子1女，江漢罹患重病時，一直都是由太太王小燕照料。

## 事件

### 差點意外受骗
據2008年12月14日香港蘋果日報報道，江漢因愛子心切，被「電話黨」騙徒誘騙，從家中到中環交付20萬，但幸因香港警察早已全程監聽有關騙徒，江漢最後未蒙受任何損失。

## 演出作品

### 電影

#### 1951年
- 王氏四俠 飾 王勝-年幼
- 血海仇 飾 陳添-年幼

#### 1952年
- 一板之隔 飾 學生甲

#### 1953年
- 彩虹曲

#### 1959年
- 野玫瑰 飾 李阿強
- 豪門夜宴 飾 宴會賓客

#### 1960年
- 有女初長成	飾 鄭英豪
- 十七歲 飾 司徒昇華
- 五姑娘 飾 阿天

#### 1961年
- 雷雨 飾 週衝
- 海角追踪 飾 張志堅
- 糊塗婚姻緣

#### 1962年
- 難分骨肉情 飾 國湯
- 峨嵋三劍俠 飾 宗繼良
- 天山神俠 飾 宗繼良
- 神出鬼沒 飾 鄭良
- 糊塗姻緣 飾 金福

#### 1963年
- 刀劍緣（上集） 飾 馬天野
- 刀劍緣（下集） 飾 馬天野
- 千金之女 飾 李伯華
- 雙玉蟬 飾 沈夢霞
- 永遠的微笑
- 火燒少林寺（上集） 飾 白玉崑
- 火燒少林寺（下集） 飾 白玉崑
- 皆大歡喜
- 劉海遇仙記 飾 劉海
- 四美圖 飾 顧永明
- 難忘的人

#### 1964年
- 心上人 飾 唐查理
- 洛陽奇俠傳 分飾 梅一虎、高天賜
- 男男女女 飾 羅承忠
- 香城艷屍 飾 賴學明
- 秘密文件303 飾 胡康
- 秘密文件三零三
- 雪山飛狐（上集） 分飾 胡一刀、胡斐
- 雪山飛狐（下集） 分飾 胡一刀、胡斐
- 合家歡
- 風雪一枝梅 飾 阿方
- 男婚女嫁 飾 趙明
- 故園春夢 飾 楊和生
- 假妻 飾 王顯達
- 魂斷奈何天 飾 高志明
- 自君別後 飾 馬劍雄

#### 1965年
- 王昭君 飾 勾踐
- 女生外向 飾 曾昭
- 英雄兒女 飾 杜中
- 蜜月 飾 馬少棠
- 巴士銀巧破豪門計劃 飾 戴牛
- 椰林雙姝 飾 劉少熊

#### 1966年
- 蟋蟀皇帝 飾 漁民張祥
- 一劍情 飾 李偉劍
- 巴士銀妙計除三害
- 問君能有幾多愁 飾 何汝基
- 未婚夫婦 飾 劉天野
- 我來也 飾 金小巴
- 碧海青天夜夜心 飾 王添生
- 含苞待放 飾 朱修文
- 真兇假手 飾 張志光
- 天才夢 飾 魏藝勤
- 小忽雷 飾 梁厚本

#### 1967年
- 烽火孤鴻 飾 林虎
- 離婚之喜 飾 張仲偉
- 蒙查查的愛情 飾 曹志強

#### 1968年
- 石敢當 飾 石敢當
- 魔窟尋踪 飾 彭建康
- 我又來也 飾 我來也
- 沙家濱抗敵記 飾 郭指導員
- 過路財神 飾 許之浩

#### 1969年
- 姻緣道上 飾 王志新
- 金色年華 飾 吳一凡
- 三劍客 飾 王大徫

#### 1970年
- 海燕 飾 杜鵬
- 過江龍 飾 江雲龍
- 大學生 飾 裘子平
- 古鐘風雲 飾 羅大海

#### 1973年
- 苗寨烽火

#### 1974年
- 球國風雲

#### 1976年
- 泥孩子
- 至愛親朋

#### 1978年
- 盪群寇英
- 泰山屠龍 飾 雲浩

#### 1979年
- 怪客 飾 周振達博士

#### 1980年
- 泰山屠龍
- 碧水寒山奪命金 飾 尤亦儒
- 白髮魔女傳 飾 慕容衝
- 密殺令 飾 李無言

#### 1987年
- 今古婚俗奇觀 (國語旁白 [聲音演出])

#### 1991年
- 香港奇案霧夜屠夫
- 聯手警探

#### 1992年
- 唐朝妖姬

#### 2000年
- BadBoy特攻 飾 基寶

#### 2003年
- 我的婆婆黃飛鴻

#### 2006年
- 我要成名 飾 輝父

### 電視劇（麗的電視／亞洲電視）
- 1979年：怒劍鳴 飾 仇萬仞
- 1980年：人在江湖 飾 石家寶
- 1984年：武則天 飾 唐太宗
- 1985年：八仙過海 飾 鐵柺李
- 1985年：萍蹤俠影錄 飾 張宗周
- 1985年：第四代 飾 何展輝
- 1987年：大鬧粉粧樓
- 1987年：天橋 飾 李國亨
- 1987年：成吉思汗 飾 辛棄疾
- 1988年：張保仔 飾 鄭一
- 1989年：皇家檔案之風之歌 飾 鄧約翰（John）
- 1989年：皇家檔案III之提防老手 飾 麥阿斗
- 1990年：街市忍者 飾 趙堅
- 1990年：劍神 飾 高郵
- 1991年：自尊無上
- 1991年：豪門 飾 嚴春生

### 電視劇（廉政公署）
1992年：廉政行動第三集: 危樓驚夢 飾 曹公林 (改編自26座問題公屋醜聞, 影射安利（蕭氏）建築有限公司東主蕭漢森)

### 電視劇（無綫電視）

#### 1992年
- 賭霸 飾 林順興
- 血濺塘西 饰 連承勛

#### 1993年
- 賭霸天下 饰 贺一
- 射鵰英雄傳之九陰真經 飾 王重陽

#### 1994年
- 射鵰英雄傳之南帝北丐 飾 程鐵山（程雪芯父）
- 孤星劍 飾 樂水樓
- 黄浦倾情 飾 童世舫

#### 1995年
- 刑事偵緝檔案II 飾 倪博彥（檔案十二：穿醫袍的屍體）（華德醫院院長）

#### 1996年
- 大刺客之煙花殺手 飾 慕容喜
- 大刺客之豫讓擊衣 飾 智伯
- 廉政行動組 飾 潘世昌
- 廉政行動1996之網中鷹 飾 魏志剛
- 十三密殺令 飾 楊繼成

#### 1997年
- 皇家反千組 飾 嚴榮
- 真命天師 飾 久觀道
- 狀王宋世傑 飾 嚴方正
- 天龍八部 飾 段正明
- 廉政追緝令 飾 朱家德
- 鑑證實錄 飾 李保羅(Dr. Paul Lee)（曹志銳之澳洲主治醫師）

#### 1998年
- 妙手仁心 飾 曾定剛
- 烈火雄心 飾 劉鎮煌

#### 1999年
- 創世紀 飾 鄧翁
- 反黑先锋 饰 单继祖

#### 2000年
- 陀槍師姐II 飾 徐天福
- 新鮮人 飾 韋成峰
- 妙手仁心 ll 飾 Doctor ying

#### 2001年
- 倚天屠龍記 飾 度厄
- 七姊妹 飾 麥振凡（麥秋娟之父）
- 陀槍師姐III 飾 榮廣蔭
- 婚前昏後 飾 唐英傑（名傑集團主席）

#### 2002年
- 蕭十一郎 飾 厲青峰（厲剛父，於2007年1月25日至2月7日期間在翡翠台首播）
- 再生緣 飾 忽必烈
- 雲海玉弓緣 飾 少林方丈·無塵
- 洛神 飾 崔琰
- 談判專家 飾 趙創發

#### 2003年
- 九五至尊 飾 榮亮東
- 帝女花 飾 范文程
- 智勇新警界 飾 馬英傑（馬爸爸）
- 俗世情真 飾 勞生
- 衝上雲霄 飾 凌匡博（凌雲志、凌卓芝父，第10-11、13、20、30-31、40集）

#### 2004年
- 血薦軒轅 飾 王俠（唐碧之丈夫）
- 烽火奇遇結良緣 飾 李道宗
- 皆大歡喜 飾 阿公（第243集）
- 天涯俠醫 飾 程翁
- 青出於藍 飾 岑萬寶
- 楚漢驕雄 飾 項梁
- 爭分奪秒 飾 陳正中
- 陀槍師姐IV 飾 陳繼業

#### 2005年
- 秀才遇著兵 飾 馬庸
- 窈窕熟女 飾 西門豹
- 老婆大人 飾 馬來西亞拿督（梁昕昕之父）
- 酒店風雲 飾 董波（皇廷酒店股東，佔5%股權）
- 翻新大少 飾 老陳
- 胭脂水粉 飾 老伯（第19集）
- 本草藥王 飾 顧日岩
- 奇幻潮   飾 二叔 (紋身)

#### 2006年
- 施公奇案 飾 敬親王（第20集）
- 鐵血保鏢 飾 李總兵（第19集）
- 潮爆大狀 飾 羅道明（蔣文滔的師傅）
- 女人唔易做 飾 江永年
- 識法代言人 飾 法官
- 東方之珠 飾 馮三（東方之珠縫紉師父）

#### 2007年
- 迎妻接福 飾 紀總統
- 廉政行動2007 飾 廉政公署助理處長
- 溏心風暴 飾 楊紹志父
- 緣來自有機 飾 翁兆棠
- 蘭花刼 飾 魯實[5]
- 建築有情天 飾 蔡主席（蔡志賢之父）
- 同事三分親 飾 老董（第259集）（2007-2008）

#### 2008年
- 最美麗的第七天 飾 阮有權（阮靜之父）
- 銀樓金粉 飾 尚在山（尚鏗、尚鋆之父）
- 原來愛上賊 飾 趙經琛（趙君豪之父）
- 師奶股神 飾
- 疑情別戀 飾 董仁和的朋友
- 溏心風暴之家好月圓 飾 十二叔
- 東山飄雨西關晴 飾 胡部長

#### 2009年
- 幕後大老爺 飾 洪慶南
- 烈火雄心3 飾 鍾耀根 (根叔)（鍾有成及鍾有富之父）
- 老婆大人II 飾 馬來西亞拿督（梁昕昕之父）
- 有營煮婦 飾 Martin
- 蔡鍔與小鳳仙 飾 梁啟超
- 絕代商驕 飾 鍾正龍
- 富貴門 飾 李唯信
- 大冬瓜 飾 黃文

#### 2010年
- 秋香怒點唐伯虎 飾 方丈
- 鐵馬尋橋 飾 徐家宏（徐會長）
- 搜下留情 飾 社團大哥
- 女王辦公室 飾 John
- 蒲松齡 飾 徐永泰
- 刑警 飾 張思齊
- 談情說案 飾 楊院長

#### 2011年
- 仁心解碼 飾 孫震揚
- 洪武三十二 飾 村民
- 點解阿Sir係阿Sir 飾 胡公
- 不速之約 飾 任志森 （第18集）
- 萬凰之王 飾 颐龄

#### 2012年
- 回到三國 飾 彭德（第12集）

## 幕後

### 導演
- 盪群寇英 (1978年，也是主演，與導演朱楓共同執導)
- 泰山屠龍 (1980年，也是主演，與導演許先共同執導)

### 助導
- 苗寨烽火 (1973年，也是主演，陳靜波為導演)

### 策劃
- 碧水寒山奪命金 (1980年，也在目前飾演尤亦儒)
- 爵士駕到 (1984年)
- 亂世英雄亂世情 (1986年)

## 外部連結
- 江漢在香港影庫上的簡介